# Cotobade
Cotobade is een voormalige  gemeente in de Spaanse provincie Pontevedra in de regio Galicië met een oppervlakte van 135 km². In 2016 telde Cotobade 4290 inwoners.
Tot 2016 was Cotobade een zelfstandige gemeente. Dat jaar werd het met Cerdedo samengevoegd tot de nieuwe gemeente Cerdedo-Cotobade. 